# Xian de Malong
Le xian de Malong (马龙县 ; pinyin : Mǎlóng Xiàn) est un district administratif de la province du Yunnan en Chine. Il est placé sous la juridiction de la ville-préfecture de Qujing.

## Démographie
La population du district était de 181 421 habitants en 1999.